# ماريكا لوكاس رينيفيلد
ماريكا لوكاس رينيفيلد (بالإنجليزية:Marieke Lucas Rijneveld) (مواليد 20 أبريل 1991- ) شاعرة وروائية هولندية. وأول هولندية تفوز بجائزة مان بوكر الأدبية العالمية في 2020 عن روايتها المترجمة للإنجليزية (عدم الراحة في المساء)، بالمناصفة مع المترجمة ميشيل هاتشيسون. ولدت ماريكا في نيوينديك بهوالندا، وترعرعت في مزرعة عائلية في شمال برابانت. تعتبر إحدى أشهر أصوات الأدب الهولندي، في 2016 حصلت مجموعتها الشعرية الأولى على جائزة (C Buddingh) الهولندية للشعر. في 2019 حصلت على جائزة (ANV Debutantenprijs) لأفضل رواية تنشر لأول مرة عن رواية (عدم الراحة في المساء) أو كما تُعرَف في نسختها العربية بعنوان: قلق الامسيات.

## وصلات خارجية
ماريكا لوكاس رينيفيلد على موقع جود ريدز.